# Matrimonio de sabuesos
Matrimonio de sabuesos es un libro de la escritora británica Agatha Christie, escrito en 1929. Esta novela tiene como protagonista al matrimonio de detectives Tommy y Tuppence Beresford.

El libro presenta catorce historias cortas protagonizadas por los dos jóvenes detectives.

## Argumento
Cuando el amable Tommy Beresford queda desempleado y sin perspectivas de futuro al finalizar la Primera Guerra Mundial, se percata de que la vida no es como él imaginaba. No obstante, al reencontrar una vieja amiga de infancia, Prudence Cowley, más conocida como Tuppence, su vida cobra un interés inimaginado. Ambos sin dinero y sin trabajo deciden fundar la Young Adventures Limited, colocando un anuncio en el The Times, donde Tommy y Tuppence prometen: "... hacemos de todo, vamos a cualquier parte...".
Claro que este irresistible dúo está apasionado por la intriga, y uno por el otro. No pierden la oportunidad de comprar y gerenciar la Agencia Internacional de Detectives Blunt. Juntos, resolverán una serie de casos de una forma que ilustra con algo de humor y en gran estilo la manera de actuar de los mayores detectives del mundo.
Tommy y Tuppence se divierten hasta más no poder, mientras intentan resolver los casos más siniestros y mortíferos. En la lista de personajes envueltos en la acción se encuentra una bella actriz, un explorador del Ártico, un embajador americano y muchos más. Cada aventura guía a los recién casados tras la pista de joyas desaparecidas, documentos secretos, chocolates envenenados y otros extraños artículos. Lo más difícil en su tarea es descifrar quién es inocente y quién es realmente culpable.

## Títulos de las historias
- El hada madrina/El debut (A Fairy in the Flat/A Pot of Tea)
- El caso de la perla rosa (The Affair of the Pink Pearl)
- La aventura del siniestro desconocido (The Adventure of the Sinester Stranger)
- Mutis al rey/El caballero disfrazado de periódico (Finessing the King/The Gentleman Dressed in Newspaper)
- El caso de la mujer desaparecida (The Case of the Missing Lady)
- Jugando a la gallina ciega (Blindman's Buff)
- El hombre de la niebla (The Man in the Mist)
- El crujidor (The Crackler)
- El misterio de Sunningdale (The Sunningdale Mystery)
- La muerte al acecho (The House of Lurking Death)
- Coartada irrebatible (The Unbreakable Alibi)
- La hija del clérigo/El misterio de la casa roja (The Clergyman's Daughter/The Red House)
- Las botas del embajador (The Ambassador's Boots)
- El número 16, desenmascarado (The Man Who Was No. 16)